# イオシス
イオシス（IOSYS）は、北海道札幌市に拠点を置く同人サークル。主に楽曲の制作を手がけているほか、音楽出版やインターネットラジオ放送なども手がける。

## 概要
1998年10月10日、高校のパソコン研究部の元部員を中心に札幌で発足。設立当時は北海道大学に通う学生で構成されたが、徐々にメンバーが増え、2008年2月時点でメンバーは20人ほどいる。構成員の年齢が近いのはこのためである。2006年に有限会社イオシスとして法人化されたが、その後も同人サークル『IOSYS』としての活動は続いており、法人活動の実体やサークル団体との関係は明らかにされていない。
活動草創期は、時事ネタやインターネットスラングをもとにしたショートコントやオリジナルソングを収録したCDを作成していた。2006年より『東方Project』のアレンジCDや、独自のインターネットラジオなどを手がけている。東方アレンジCDでは収録曲にFlash動画を当てて公開している作品もある。

## 歴史
- 1998年10月10日 - 同人サークル『IOSYS』設立。
- 1999年 - イオシス初のCDを4枚同時に発表・発売。
- 2000年 - 新しいホームページ、『IOSYS OS』を設置。
- 2004年 - 『ぬるぽ放送局』放送開始。
- 2005年 - 『RADIO ARIMAX』放送開始。
- 2006年4月16日 - 当時の2ちゃんねるを題材にしたオリジナル曲『逝ってよし2005』のプロモーション動画が公開される[6][7]。イオシス初のFlashアニメーション動画で、動画制作は外部の同人クリエイター『カギ』が担当[1]。
- 2006年5月23日 - 初の東方アレンジCD、『東方風櫻宴』を発売[3][8]。2008年までに9作製作（『 - とかのからおけ』含む）。
- 2006年8月13日 - 東方アレンジCDの2作目『東方乙女囃子』を発売。11月1日に同アルバムの2曲目『魔理沙は大変なものを盗んでいきました』を使用してカギが制作したプロモーション用Flashアニメ動画が公開され[9][10]、これがきっかけでCDの売り上げが加速する[3]。この動画は数ヶ月後にYouTubeやニコニコ動画にもアップロードされると、それを元にしたMADムービーも登場して相乗効果で注目を集めた[1]。その後、イオシスのいくつかのFlash動画がニコニコ動画上で100万再生を達成している。
- 2006年12月 - 東方アレンジCDで多数ボーカルを担当したmikoをメインボーカルに迎えた『アルバトロシクス』始動。2008年3月、10月に単独ライブを開催。
- 2008年2月 - 創立10周年。『ICCフェスティバル』でイオシスを中心として5時間の生放送を実行。札幌市民や全国の人と交流。この年より札幌市デジタル創造プラザ（ICC）の2階に入居していたStudioどらごんめいるがイオシスに参入。龍波しゅういちが正式メンバーとなる。5月にはニコニコアニメチャンネルの公式コンテンツホルダーに名を連ね、『mikoラジ in ニコニコアニメチャンネル』他を配信。
- 2009年2月 - それまで活動の拠点としていた札幌市デジタル創造プラザから退居し、カメイ札幌駅前ビルに事務所を移転。首都圏を中心にで毎月のように何かしらのライブパフォーマンスを披露する一方、「programYMG」、「ユウノウミ」、龍波しゅういちのソロアルバム等、オリジナルコンテンツも展開し、事実上のインディーズレーベルとしても機能している。ほぼ楽器初心者のみで構成された、おっさんバンド「雲丹屋」を結成、台湾でのライブにも参加した。
- 2010年 - 高橋名人をボーカリストとしてフィーチャーした、ハドソンの楽曲をアレンジしたアルバム「高橋名人伝説 -魂の16連射-」のアレンジ等を担当
- 2013年 - 札幌市にちなむトレーディングカードゲーム「SAPPORO CREATIVE COLLECTION」が、札幌市が主催する「sapporo ideas city クリエイティブビジネスコンペ」で最優秀賞を受賞した[11][12]。
- 2022年 - 2015年に公開された『スカーレット警察のゲットーパトロール24時』の歌詞の一部がTikTokで人気になり、2022年の3月には1000万回再生を達成した[13]。
- 2023年 - しぐれういに提供した作曲・編曲：D.watt、作詞：まろんの『粛聖!! ロリ神レクイエム☆ / しぐれうい（9さい）』は、2023年9月のMV公開とともにYouTubeで人気となり、2024年6月には一億回再生を達成した[14]。
- 2024年 - 日本マクドナルドが魔理沙は大変なものを盗んでいきましたのパロディであるマクドは大変なものを作っていきました ～サムライマックに肉厚ビーフ3枚も入れるなし～と題したムービーをXにて公開し[15]話題となった[16]。

## メンバー
2019年6月28日現在

詳しいメンバープロフィールは公式サイトの IOSYS OS » Creator Profile 参照

### COMPOSER（作曲者）
- ARM（作曲・編曲担当）
- D.watt/七条レタス（作曲・編曲・作詞担当）

イオシス活動初期からのメンバー。制作CDの多くに作曲家として参加するほか、七条レタスとの同人サークル「OTAKU-ELITE Recordings」としても活動している。また、本格クラブトラックレーベル「IOSYS TRAX」の代表を務め、各地でクラブイベント「I/O/P(イオパ)」を開催している。その他、商業での活動も行う。なお、弟がいる。
イロドリミドリのシナリオを担当している。
- void(ぼいど)/コバヤシユウヤ（作曲・編曲・作詞担当）
- uno/RoughSketch（作曲・編曲・作詞担当）

Roughsketch名義でbeatnation RHYZEとして、コナミの音楽ゲーム、BEMANIシリーズに楽曲参加。このほか、ハードコアテクノトラックレーベル「Notebook Records」、北海道のクラブイベント「Yatsuzaki Hardcore」を主宰。2012年にはHard Dance AwardsのBest International DJ Asia部門2位獲得。2013年、This is Hardcore Remix Contestに入選するなど、日本を代表する実力派ハードコアテクノDJ兼コンポーザーとしても活動している。
- まろん（作曲・編曲・作詞担当）

2016年に加入

### メインメンバー
- たくや（企画・編集・MC担当）

イオシス創設メンバーの一人であり、イオシスの代表（有限会社イオシス代表取締役社長）務める。主に企画や動画編集を担当するほか、初期のCDでは「TK常務」名義等で出演。
- はかせ/跡部泰広（司会業・企画・作詞・脚本担当）

活動初期からの中心メンバー。「プロ野球ファンの集い」などのトークライブ企画および司会業を主とし、アニメ「ゆるゆり」キャラクターソングなど作詞なども担当する。また、ゲームメーカーのフロントウィングにも所属し、本名である「跡部泰広」名義でアソシエイトプロデューサーとしてアニメ「グリザイア:ファントムトリガー」 に、広報としてアニメ「ISLAND」に、アニメプロデューサーとしてアニメ「ぼくたちのリメイク」やショートアニメ「イロドリミドリ 」で参加したほか、RFラジオ日本「エスプロうた広場」およびコミュニティFM等でラジオパーソナリティーを務めた。MOC同様にいじられキャラとして、自虐ネタが多い。
- しゃちょう/夕野ヨシミ（作詞・デザイン担当）

（夕野ヨシミ名義で）「アルバトロシクス」としても活動。イオシスの創設メンバーの一人。初期のCDでは「鈴木社長」名義で出演していた。
- 山本椛（ボーカル・ナレーション担当）

役者団体「M+Entertainment」元代表（2018年3月末に解散）。
- quim（キム、MC・ボーカル担当） - 東京在住メンバーと札幌を繋ぐ連絡役として担当するほか、企画プロデュースを担当。
- MOC（もっく、MC・ボーカル担当）

「RADIO MOCUP」のラジオパーソナリティを務めていた。イオシスきってのいじられキャラであり、そのいじられっぷりは自他ともに認めるお家芸となっている。また、そのいじられの延長か一部のイオシス制作のネタ楽曲に歌手として参加することもある。スープカレー好きなメンバーが多いイオシス内でも特にスープカレー好きで、「スープカレー放送局」というラジオ番組を持つに留まらず、「スープカレー侍」としてスープカレーのコラム記事を執筆したこともあったほどである。イオシスおよびファンの間では首が長いことで有名だが本人は否定している。なお、MOCは「Master Of Chaos」の略である。
- GIGYO（作詞・MC担当）

通称「メガネ教授」。メガネへの深い造詣と考察や情熱は、自他ともに認めるレベルである。そのメガネ好きは、「ラジオゆかもくぎょ」においてメガネについての単独コーナーを持ち、CD制作まで行うほど。普段はMOCと共に「RADIO MOCUP」のパーソナリティを務める。また、イオシスメンバーが制作するボーカル楽曲への作詞提供も行う。MOCとは古くからの親交があり、MOCの母親とは個人的に会話ができるほどである。スキップができない。
- ジャーマネ/Arima.Y（MC・作曲・編曲担当）

「アリマ様がみてる」シリーズのラジオパーソナリティを務める。MOCへの容赦のないいじりっぷりで有名。時代や分野を問わない幅広いネタへの造詣の深さと頭の回転の速さで、共演者が誰であろうと巧みにラジオを盛り上げていくパーソナリティ。一身上の都合から一時期イオシスでの活動から離れることとなり、今後の活動が危惧されていたが無事復帰。パーソナリティとして遺憾なく采配を振るっている。

### その他メンバー
- あいこりん（オヌマ愛子/オミ織葉、デザイン・作詞・カメラマン担当）

イオシス内ではCDジャケットの作成、作詞を行うほか、イオシス関係者の写真集（ポートレート・コスプレ）でカメラマンを担当している。イオシス以外の活動ではuno/RoughSketchの主宰する「Notebook Records」にも所属するほか、フリーカメラマンとして個人活動も行っている。
- あゆ（ボーカル担当）

「イオシスが送る合法ロリ」・「歌って踊れる合法ロリナース」として、イオシス制作のCDの多くにボーカルとして参加。また、コスプレ写真集なども発行している。合法ロリと称されるだけあってその声色の幅は広く、MOCロリコン疑惑の火種を作った張本人でもある。看護師資格を持つことから、「合法ロリナース」とも呼ばれることもある。
- ちよこ（ボーカル・ナレーション担当）
- 高井さん（ボーカル担当）
- ツカツカ（編集・VJ担当）
- tsZ（編集・技術担当）

イオシス活動初期からのメンバー。活動初期はtsZ専務名義でコントCDなどに参加。主にイオシスファミコン放送局に出演。
- かずとく（撮影・電子工作担当）
- iTOK（演奏担当）
- 石山田アサミ/アサミ閣下（イラスト担当）
- 未早（イラスト担当）
- つまぽん（有限会社イオシス所属・IOSYS SHOP（通販）担当）

### ゲスト
- miko/Alternative ending（ボーカル担当）

「Alternative ending」（個人）、「アルバトロシクス」としても活動
- 藤原鞠菜（ボーカル担当）

声優としても活動
- いか（デザイン・VJ・編集担当）
- カギ（ムービー・イラスト・VJ担当）

「アルバトロシクス」、「locker room production」（個人） 等 としても活動
- Tody（トディー、編集担当）
- Aikapin/高橋愛花（ボーカル担当）

「RaiseClamor」としてバンド活動も行なっている。
- Dummy（ボーカル担当）
- うさこ/月野夜うさこ（DJ・撮影担当）

占い師としても活動

## インターネット配信

### はいてない.com (haitenai.com)
イオシスが運営するウェブラジオのポータルサイト。無料でインターネットラジオをMP3やポッドキャストで配信している。配信日21時更新（一部番組除く）。
過去の番組は、melonbooks.comで無料でダウンロードすることができる。番組にはイオシスのメンバー中心に、その他にもmikoなどが出演している。2018年12月に通算放送回数3000回を突破した。

#### 現在放送中の番組
- NLP ぬるぽ放送局
- MIKO mikoラジ（第24回よりRADIO ARIMAXより独立）
- AMX アリキラ（旧 RADIO ARIMAX→アリマ様が見てるPure→アリマ様が見てるキラキラ→現在名）
- WMC うぃすまちゃんねる

#### 過去の番組
バックナンバー 参照

### HiBiKi Radio Station
2010年8月から2012年3月までイオシスとHiBiKi Radio Stationがコラボレーションした番組が放送されていた。

ただし、龍波しゅういちが2011年4月にRMEに所属したことにより、第64回(2011年11月19日放送)から番組名が変更された。

### イオバラ
イオシスが動画生放送を行う際の放送名。YouTube Live等で配信している。

#### 主な番組
- NLP ぬるぽ放送局公開収録
- IOSYSくま牧場（ゆるキャラのコアックマ・アックマの冠番組）

## 主な同人作品
同人作品『東方Project』のアレンジ曲を数多くリリースしているほか、萌えソングを中心としたオリジナル曲や他の同人クリエイターとのコラボレーション企画を手がけている。また、インターネットラジオの配信から特定の企画を取り上げて収録したラジオCDをいくつかリリースしている。2019年3月現在、自主製作CDは300枚を突破した。全作品にIO-で始まる通し番号がつけられている。
以下は出典による。

### 東方アレンジCD
- 東方風櫻宴
- 東方乙女囃子
- 東方月燈籠
- 東方永雀峰
- 東方萃翠酒酔
- 東方河想狗蒼池
- 東方真華神祭
- 東方想幽森雛
- 東方氷雪歌集
- 東方泡沫天獄
- 東方超都魔転
- 東方年柄年中
- 東方月燈籠セーフ！
- 東方アゲハ
- 東方銀晶天獄
- 東方恋苺娘＋
- 東方浮思戯革命
- 東方云符不普
- 東方メレンゲ少女夜行
- 東方プレシャス流星少女
- 東方テレパス少女歌集
- 東方エレクトリック電波少女
- 風櫻 SECOND PHANTASMA -IOSYS TOHO COMPILATION vol.21-
- 乙女囃子 COLORFUL GIRLS -IOSYS TOHO COMPILATION vol.22-
- Grimoire of IOSYS – 東方BEST ALBUM vol.1 -
- Grimoire of IOSYS – 東方BEST ALBUM vol.2 -
- Grimoire of IOSYS – 東方BEST ALBUM vol.3 -
- 東方アゲハ DESTINY
- 東方アゲハ NIGHTMARE

### オリジナルCD

#### 音楽CD
- ワァオ！ハイパー電波チャン（ARM商業作品集）
- 高橋名人伝説 -魂の16連射-
- ア・ラ・メイド ようこそミルクホールへ！

## 主な商業作品

### アニメ関連
- ディーふらぐ！
  - オープニングテーマ「すているめいと！」作・編曲／作詞

- ゆるゆり
  - ゆるゆりのうたシリーズ♪01「私、主役の赤座あかりです」
「私、主役の赤座あかりです」作・編曲／作詞
「背景」作・編曲／作詞
  - ゆるゆりのうたシリーズ♪07「恋の罰金バッキンガム！」
「恋の罰金バッキンガム！」作・編曲／作詞
「片想い授業中」作・編曲／作詞
  - ゆるゆりのうた♪あるばむ「あい♥かわらず…。」
「女と女のゆりゲーム」作・編曲／作詞
  - ゆるゆり♪♪みゅ〜じっく07　「きらいっぱい×すきいっぱい」
「きらいっぱい×すきいっぱい」編曲
「でもでもバレバレだ！？」作・編曲／作詞
  - ゆるゆり♪♪みゅ〜じっく08　「それは恋ではないですの？」
「それは恋ではないですの？」作・編曲／作詞
- あっちこっち
  - あっちでこっちで
オープニングテーマ「あっちでこっちで」作・編曲／作詞
  - 手をギュしてね
エンディングテーマ「手をギュしてね」作・編曲／作詞
「ツンネコのワルツ」作・編曲／作詞
  - キャラクターソングミニアルバム　 〜お悩みゅーじっく・たーみなる〜
「スウィートハッピー」作・編曲／作詞
「片瀬てれりこ研究所のテーマ」作・編曲／作詞
「恋の花びらをね」作・編曲／作詞
- 夢喰いメリー
  - Daydream Syndrome
オープニングテーマ「Daydream Syndrome」作・編曲／作詞
「月の見えない夜に」作・編曲／作詞
  - ユメとキボーとアシタのアタシ
エンディングテーマ「ユメとキボーとアシタのアタシ」作・編曲／作詞
「夢の帰り道」作・編曲／作詞
  - キャラクターソング　橘 勇魚
「遠くにいても」作・編曲／作詞
  - 幻界と現界と初夢と　〜Character Songs & Remixes〜
「初夢チョコドーナツ」作・編曲／作詞
「朝日の扉」作・編曲／作詞
「初夢チョコドーナッツ(OTAKU-ELITE Hatsuyume Breaks)」リミックス
「朝日の扉(エレクトロハウスミックス)」リミックス
「FBグリッチョ賛歌(アメコミックス)」リミックス
「パステルマキアート」作・編曲／作詞
  - キャラクターソング　藤原夢路
「終わらない夜を」作・編曲／作詞
「何色インユアドリーム」作・編曲／作詞
  - キャラクターソング　光凪由衣
「ツナガル輪」作・編曲／作詞
「ケミカル・マジカル・クッキング」作・編曲／作詞
- キルミーベイベー
  - キャラクターソングCD やすな
「HOW TO ENJOY」作詞
「今日も二人で」作詞
  - キャラクターソングCD ソーニャ
「Wanted ! OBAKA dead or alive」作詞
「焼きそばパン」作詞
  - キャラクターソングCD あぎり
「空き地と野良猫」作詞
- ベン・トー
  - イメージアルバム「キャラクターソング＆エトセトラ「Treasure!」と、その他「ベン・トー」な歌つめ合わせ」
「ジンギスカン・オア・ダイ」作・編曲／作詞
「筋肉刑事（マッスルデカ）は何度でも逝く」作・編曲／作詞
- アイドルマスター シンデレラガールズ
  - THE IDOLM@STER CINDERELLA GIRLS ANIMATION PROJECT 05 LET'S GO HAPPY!!
「LET'S GO HAPPY!!」作・編曲／作詞
  - THE IDOLM@STER CINDERELLA GIRLS LITTLE STARS! 秋めいて Ding Dong Dang!
「秋めいて Ding Dong Dang!」作・編曲／作詞（狐夢想 (COOL＆CREATE)と共作）
  - THE IDOLM@STER CINDERELLA GIRLS LITTLE STARS EXTRA! Life is HaRMONY
「満願成就♪巫女の神頼み！」作・編曲／作詞

### ゲーム関連
- PCゲーム「ぱいタッチ!」

オープニングテーマ「ゆっくり揉んでね☆ぱいタッチ!」作・編曲／作詞
- PCゲーム「マジスキ 〜Marginal Skip〜」

オープニングテーマ「Promise 〜月夜の記憶〜」作詞
エンディングテーマ「Kiss Me Tonight」作詞
挿入歌「抱きしめて欲しいよ」作詞
- PCゲーム「Princess Party 〜プリンセスパーティー〜」

オープニングテーマ「Princess Party〜青春禁止令〜」作・編曲／作詞
- 携帯ゲーム「Melody of Emotion」

「ヒステリックソーダ」作・編曲／作詞
- PCゲーム「プリズム☆ま〜じカル 〜 PRISM Generations! 〜」

オープニング曲2「魔女っ娘つるぺた☆ま〜じカル！」作・編曲／作詞
キャラクターイメージソング「秘密、恋心、忍ばせて」作・編曲／作詞
- Xbox 360用ソフト「THE IDOLM@STER 2」

THE IDOLM@STER MASTER ARTIST 2 -FIRST SEASON- 03 星井美希「Day of the future」作詞
THE IDOLM@STER MASTER ARTIST 2 -FIRST SEASON- 08 双海真美「スウィートドーナッツ（Version Mami）」アレンジ
- PCゲーム「波間の国のファウスト」

主題歌「少女の空白プリズン」作・編曲／作詞
- PCゲーム「アステリズム」

主題歌「どうか、もう少しだけ」作・編曲／作詞
- ソーシャルゲーム「アイドルマスター シンデレラガールズ」

THE IDOLM@STER CINDERELLA MASTER 018 安部菜々 「メルヘンデビュー」作・編曲:ARM／作詞:夕野ヨシミ
THE IDOLM@STER CINDERELLA MASTER 029 小早川紗枝 「花簪 HANAKANZASHI」作・編曲:ARM／作詞:夕野ヨシミ
THE IDOLM@STER CINDERELLA MASTER 039 塩見周子 「青の一番星」作・編曲:ARM／作詞:夕野ヨシミ
THE IDOLM@STER CINDERELLA MASTER 069 イヴ・サンタクロース「あの子が街に来なサンタ」作・編曲:D.watt／作詞: 七条レタス
THE IDOLM@STER CINDERELLA GIRLS STALIGHT MASTER 07 サマカニ!!「にょわにょわーるど☆」作・編曲:ARM／作詞:夕野ヨシミ
THE IDOLM@STER CINDERELLA GIRLS STALIGHT MASTER 17 Nothing but You「みなぎれ！ボボボンバー」作・編曲:ARM
THE IDOLM@STER CINDERELLA GIRLS STARLIGHT MASTER R/LOCK ON! 11 メモリーブロッサム「ネコドル☆オーバー・ザ・ワールド」作・編曲:ARM／作詞:夕野ヨシミ
- iOS・ACゲームグルーヴコースターオリジナルサウンドトラック

「Lost Colors」コバヤシカズヤfeat.黒田椋子(IOSYS)
「No Way Out」ARM
「Stardust Vox」DJ Laugh a.k.a uno
「DX超性能フルメタル少女」IOSYS TRAX(uno with.ちよこ)
「STAR COASTER」D.watt
「SKYSCRAPER」Dr.ARM
- AC・CSゲーム太鼓の達人

「ヤマタイ★ナイトパーティー」作・編曲／作詞／歌唱
「イオシス秋の肉食祭2014」作・編曲／作詞／歌唱
「聖徳たいこの「日いずるまで飛鳥」」作・編曲／作詞／歌唱
「My Muscle Heart ～テレビ高天原系アニメ「筋肉魔法少女タケミナカタ」主題歌～」作・編曲／作詞／歌唱
「私立高天原学園高校・校歌」作・編曲／作詞／歌唱
「激運!七福ハッピークルー」作・編曲／作詞／歌唱

#### BEMANIシリーズ
- DJシミュレーションゲーム「beatmania IIDX」シリーズ

「突撃!ガラスのニーソ姫!」作・編曲:ARM／作詞:夕野ヨシミ
「カジノファイヤーことみちゃん」作・編曲／作詞
- 音楽シミュレーションゲーム「SOUND VOLTEX」シリーズ

「LOVE・SHINE わんだふるmix」リミックス
「突撃!ガラスのニーソ姫!D.watt nu-denpa RMX」リミックス
「恋する☆宇宙戦争っ!!あばばばみっくす」リミックス
「She is my wife すーぱーアイドル☆ミツル子Remixちゃん」リミックス
- メディアミックス企画「ひなビタ♪」およびBEMANIシリーズ

日向美ビタースイーツ♪ 芽兎めう（五十嵐裕美）「めうめうぺったんたん!!」作・編曲／作詞
日向美ビタースイーツ♪ 芽兎めう（五十嵐裕美）・山形まり花（日高里菜）「ちくわパフェだよ☆CKP」作・編曲／作詞
日向美ビタースイーツ♪ 春日咲子（山口愛）・芽兎めう（五十嵐裕美）「ホーンテッド★メイドランチ」作・編曲／作詞

### その他
- パチスロ「快盗天使ツインエンジェル2」オリジナルサウンドトラック

「ボーナストラック3〜エンドレスヘブン」作・編曲／作詞
- パチスロ「快盗天使ツインエンジェル3」サウンド・コレクション キュンキュン☆セレクト

「おとなになるのですっ!」作・編曲／作詞
- 「ANIME HOUSE PROJECT」シリーズ　プロデュース・楽曲制作

「ANIME HOUSE PROJECT~神曲selection~Vol.1」
「ANIME HOUSE PROJECT~神曲selection~Vol.2」
「ANIME HOUSE PROJECT~神曲selection~Vol.3」
「ANIME HOUSE PROJECT ~神曲ぶちage↑mix zero~」
- コンピレーションアルバム「超！アニメビート」

「ETERNAL BLAZE」リミックス
- 了法寺CMテーマソング

「寺ズッキュン!愛の了法寺!」作曲・編曲／作詞
「なむ×きゅん」作曲・編曲／作詞
- TAKAMICHI SUMMER WORKS「夏の帝国」

主題歌「リンク」作曲・編曲／作詞
BGM　作曲・編曲
- 東京ジョイポリス　アトラクション「ハーフパイプ トーキョー」BGM

「Spin me harder」作曲・編曲／作詞
「Streak」作曲・編曲／作
- 熊本県民テレビ(KKT)テーマソング『きょう熱くライブ』インストアレンジ
  - Void（コバヤシユウヤ名義）によるアレンジ。エンディングテーマで使用。
- 月ノ美兎

「みとらじギャラクティカ」作曲・編曲・作詞
- 宝鐘マリン

「Ahoy!!我ら宝鐘海賊団☆」作詞・作曲・編曲
- 電音部

「Starchild（feat. BOOGEY VOXX & D.watt）」作詞（Fraと共作）/作曲・編曲
- Vα-liv

「ともすれば、(中略)アイドル」作詞・作曲・編曲